# Casa de Schwarzenberg
Schwarzenberg (en grafía checa, Švarcenberk) es el nombre de una familia noble y aristócrata de Franconia y Bohemia.

## Historia
La familia Schwarzenberg (en checo: Švarcenberk) es mencionada por primera vez en el año 1172. Una rama de la familia Seinsheim (la rama que no es Schwarzenberg desapareció en 1958), fue creada cuando Erkinger I de Seinsheim adquirió la baronía de Schwarzenberg en Franconia, el castillo Schwarzenberg y el título de barón de Schwarzenberg durante el período 1405-1421. Durante esta época la familia también poseía algunos feudos en el reino de Bohemia. En 1599 los Schwarzenberg se convirtieron en condes y en 1670 en príncipes. Durante el siglo XVII la Casa de Schwarzenberg tenía extensas posesiones en Bohemia y en 1661 incrementaron sus territorios gracias a una alianza matrimonial con la Casa de Eggenberg. En la década de 1670 eran uno de los principales linajes nobiliarios de Bohemia. Hasta 1918 su principal residencia se encontraba en Český Krumlov, Bohemia (actualmente en la República Checa), pero desde el siglo XVIII comenzaron a adquirir propiedades en Austria, como el Palacio Schwarzenberg de Viena.
A finales del siglo XVIII, la Casa de Schwarzenberg se encontraba dividida en dos linajes nobiliarios (mayorazgos). El linaje más antiguo desapareció por vía masculina en 1965 con Heinrich Schwarzenberg, el 11º Príncipe de Schwarzenberg. El segundo linaje fue creado con el Príncipe Carlos Felipe de Schwarzenberg en Orlík, Murau y Viena. Actualmente los dos linajes se encuentran unidos por el actual líder de la Casa, el príncipe Juan Neponucemo de Schwarzenberg.

## Escudo de armas
El escudo de armas de la familia Schwarzenberg es el resultado de una serie de modificaciones del escudo de armas de la familia Seinsheim, que era un escudo sencillo con franjas plateadas y azules.
En 1566, cuando Juan el Joven de Schwarzenberg fue ennoblecido, se añadió una torre de plata en mitad del escudo.
En 1599 el escudo fue expandido por Adolfo zu Schwarzenberg con la cabeza de un turco sostenida por un cuervo, para simbolizar la conquista de una fortaleza turca en Hungría conocida como Raab (en alemán raab significa cuervo).
En 1688 se añadieron los símbolos de tres dominios anexionados.

Señores de Seinsheim
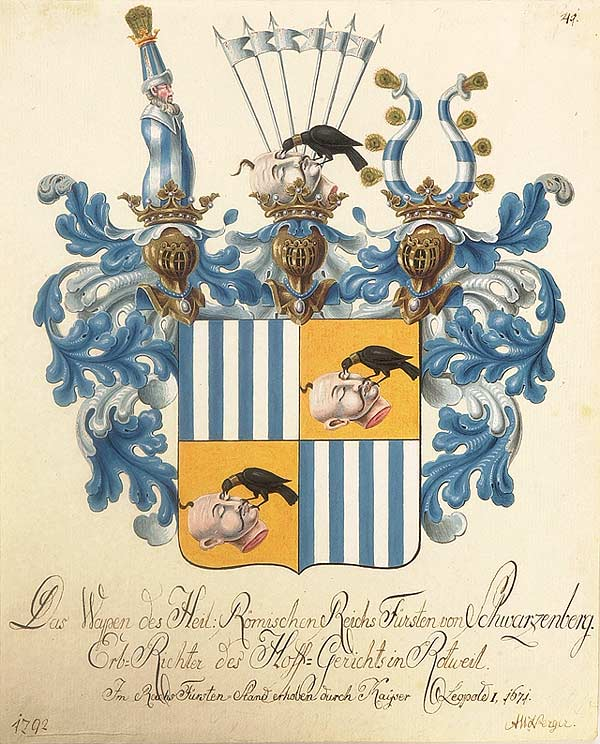
Condes de Schwarzenberg

## Miembros

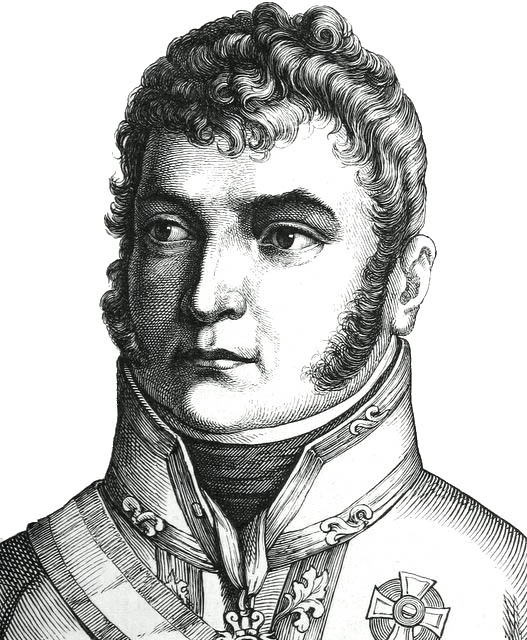
Príncipe Carlos Felipe de Schwarzenberg.

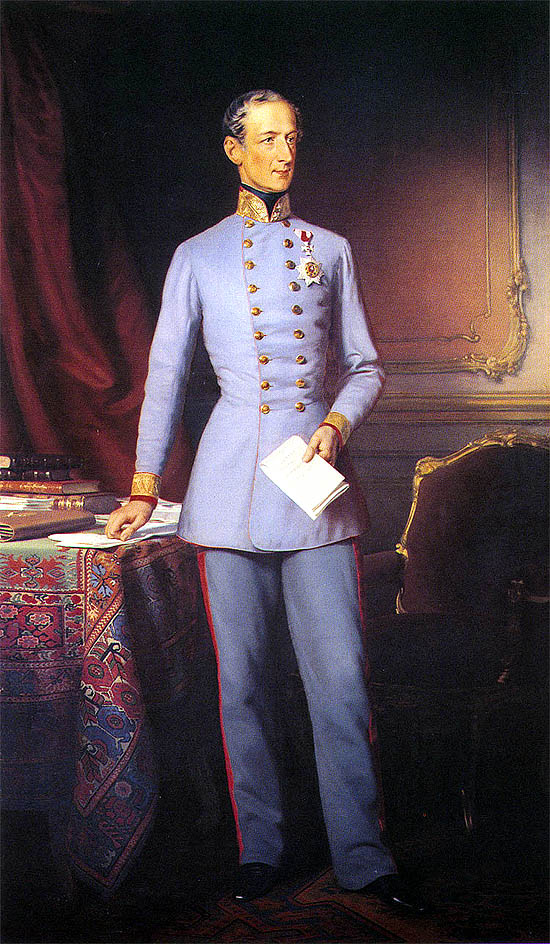
Príncipe Félix de Schwarzenberg.

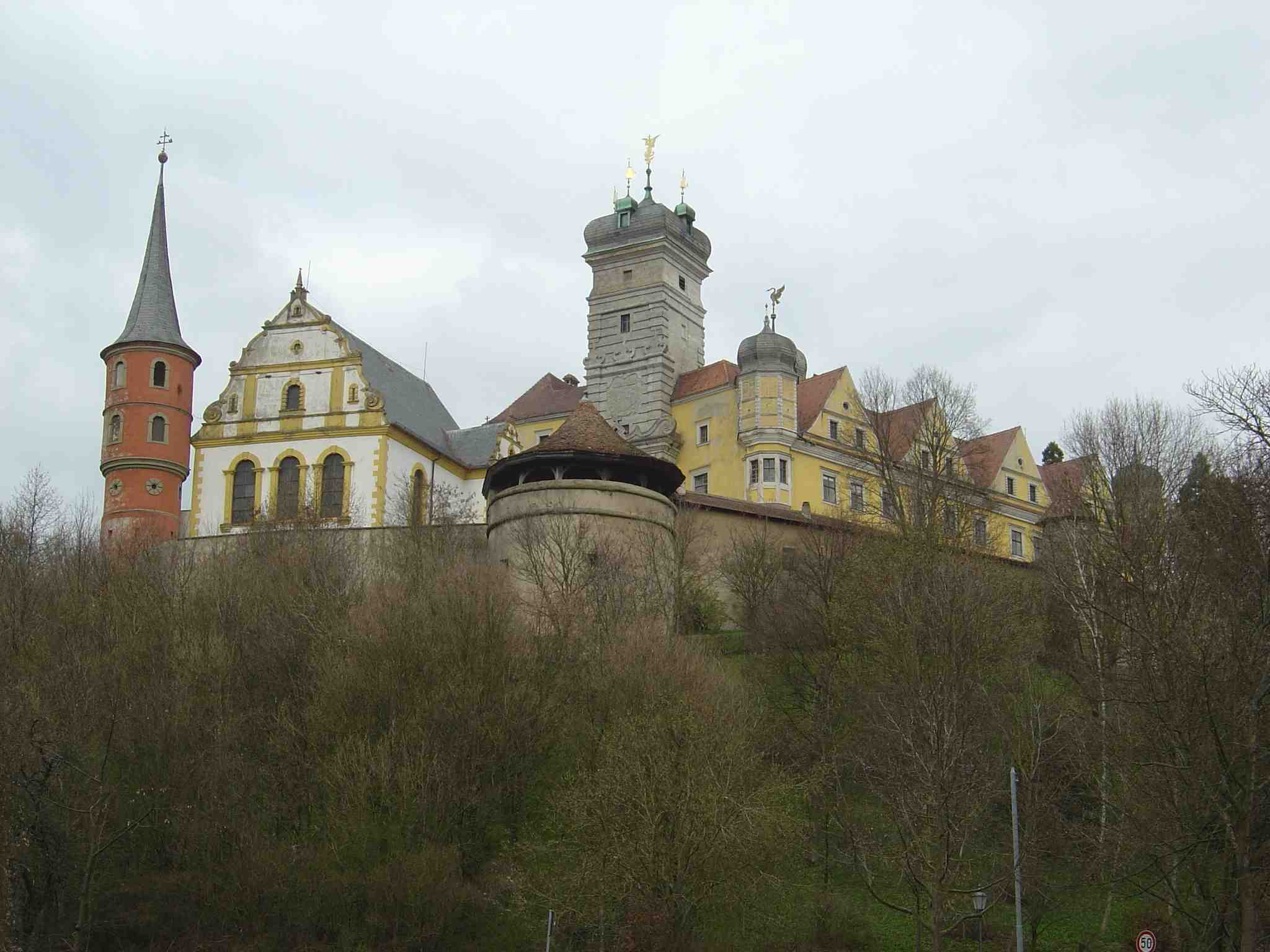
Schloss Schwarzenberg en Scheinfeld.

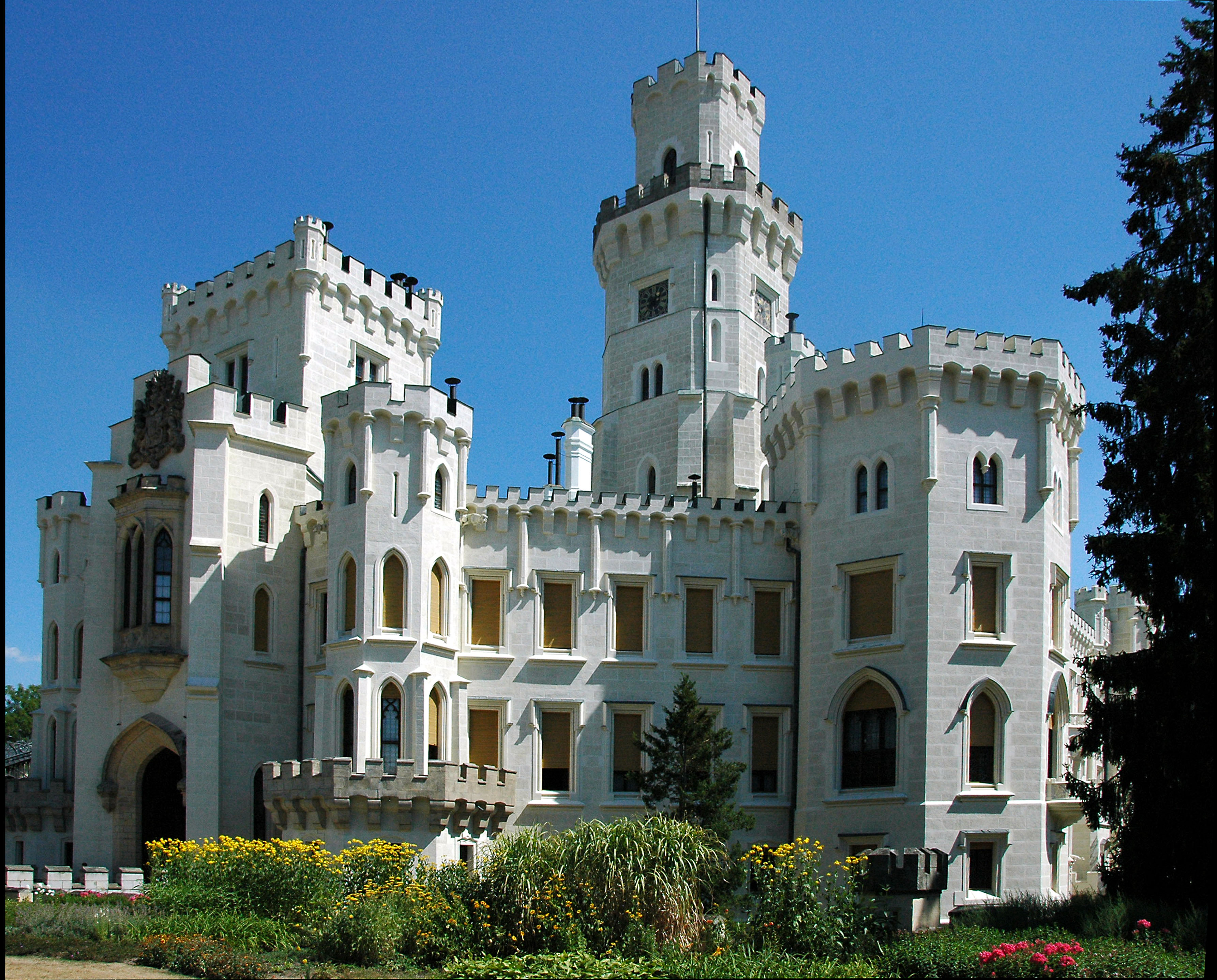
Zámek Hluboká.

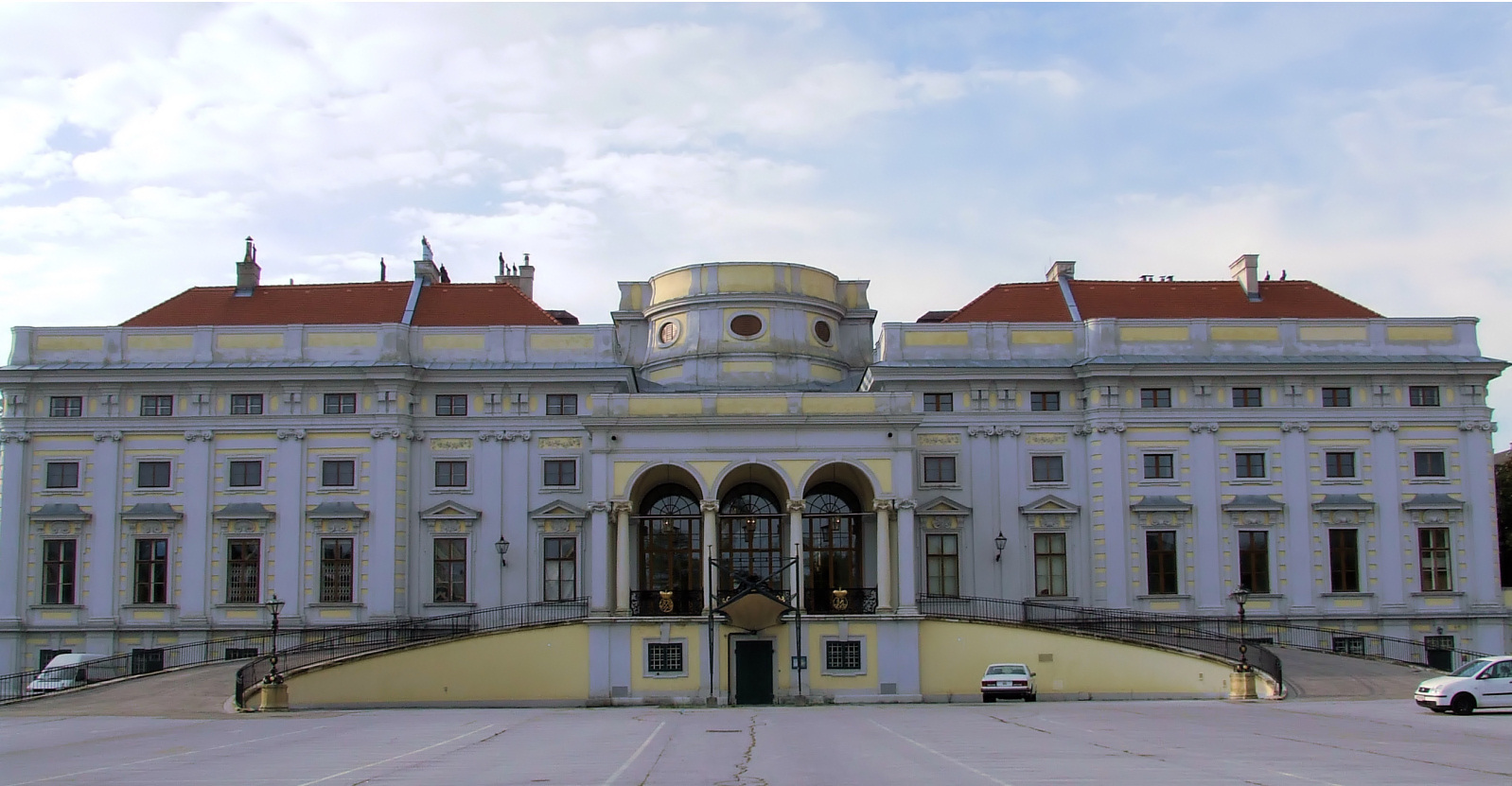
Palacio Schwarzenberg en Viena.

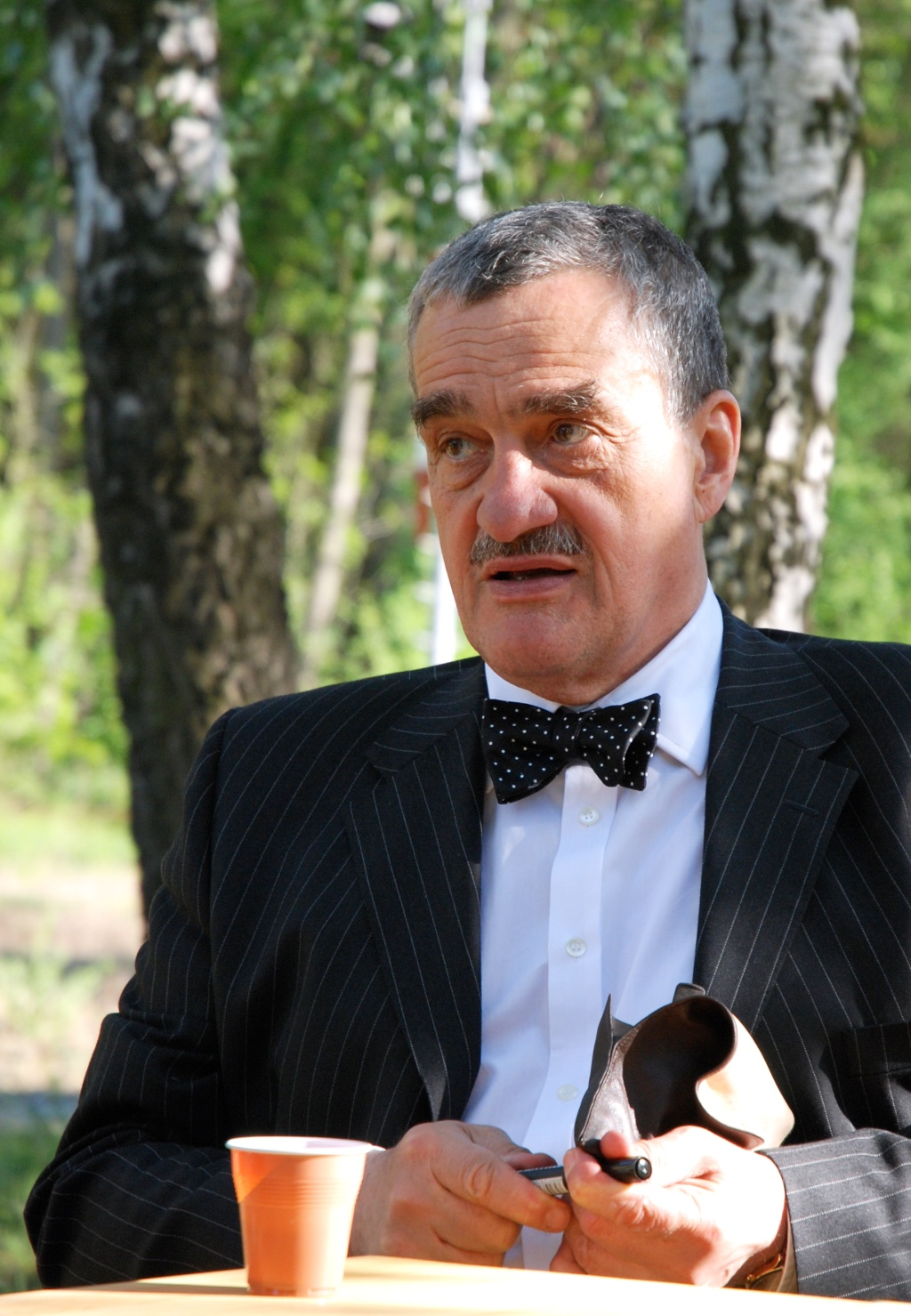
Karel Schwarzenberg, jefe de la Casa de Schwarzenberg como Carlos VII.

De la Casa de Schwarzenberg han surgido muchos comandantes militares, políticos, dignatarios eclesiásticos (incluyendo un Arzobispo de Praga), innovadores y mecenas de las artes. Están emparentados con varias familias aristocráticas europeas, especialmente la familia Lobkowicz (en checo: Lobkovicové). Algunos miembros destacados son:
- Johann de Schwarzenberg (1463-1528), juez de Bamberg, y amigo de Martin Lutero
- Conde Adán de Schwarzenberg (1583-1641), consejero de Jorge Guillermo, príncipe elector de Brandeburgo.
- Conde Jorge Luis von Schwarzenberg (1586-1646), político austriaco durante la Guerra de los Treinta Años.
- Carlos Felipe I de Schwarzenberg (1771-1820), general austriaco y mariscal de campo.
- Príncipe Félix de Schwarzenberg (1800-1852), político austriaco.
- Friedrich Johannes Jacob Celestin von Schwarzenberg (1809-1885), Arzobispo de Salzburgo y Praga.

## Posesiones

### Bohemia
Las posesiones de la familia Schwarzenberg en Bohemia incluyen el ducado de Krumlov, la ciudad de Prachatice y el castillo Orlík. La familia también adquirió las propiedades de la Casa de Rosenberg (en checo: Rožmberkové). En sus posesiones crearon pantanos, plantaron bosques e introdujeron nuevas tecnologías agrícolas.
Tras el establecimiento del Protectorado de Bohemia y Moravia, las posesiones del Príncipe Adolfo de Schwarzenberg fueron confiscadas por las autoridades nazis. El propio príncipe Adolfo tuvo que huir del país, y su primo y heredero el Duque Enrique de Krumlov fue arrestado y deportado. Tras la Segunda Guerra Mundial el gobierno comunista de Checoslovaquia por la ley n.º 143/1947 del 13 de agosto de 1947 (Lex Schwarzenberg) estableció que las propiedades de la familia Schwarzenberg-Hluboká pasaban a la Tierra de Bohemia.

### Castillos y palacios
Entre las posesiones de la familia Schwarzenberg se incluyen los siguientes castillos:
- Schloß Schwarzenberg en Scheinfeld, Franconia
- Castillo Gimborn en el Rhin desde 1631 a 1874.
- Castillo Krumlov en Český Krumlov, Bohemia del Sur, desde 1719 a 1947.
- Castillo Hluboká en Hluboká nad Vltavou, Bohemia del sur, adquirido por Juan Adolfo I de Schwarzenberg en 1661, propiedad de la familia hasta 1947.
- Castillo Vimperk (Winterberg), Bohemia del sur.
- Castillo Třeboň, Bohemia del sur.
- Castillo Orlík en Orlík nad Vltavou, Bohemia del sur, restaurado en 1992.
- Castillo Čimelice, Bohemia del sur.
- Castillo Zvikov, Bohemia del sur.
- Schloss Murau, Estiria.
- Palacio Schwarzenberg en Praga (hasta 1947).
- Palacio Schwarzenberg en Viena
- Palacio Salm en Praga (hasta 1947)

## Líderes familiares

### Señores de Seinsheim
La Casa de Seinsheim consideraba a Erchanger, duque de Suabia, († 917) como el fundador de su familia.
- Conrado
- Apollonius d. Ä. († 1311)
- Hildebrand († 1386)
- Michael (I.) († 1399)
- Erkinger (VI.) (* 1362; † 1437) en 1409 fundó la Casa Capitular de Atsheim con su primera esposa, Anna von Bibra, recibió la posesión de Schwarzenberg en 1420 y se convirtió en barón de Scwarzenberge en 1429. Adquirió Hohenlandsberg en 1435: Todos los Schwarzenberg descienden de Erkinger y sus dos esposas: , Anna von Bibra (+ 1418) y Barbara von Abensberg (+1448).

### Barones de Schwarzenberg
- 1420-1437: Erkinger I, Barón Seinsheim (Erkinger VI de Seinsheim)
- 1437-1469: Miguel II
- 1469-1499: Miguel III
- 1499-1510: Erkinger II
- 1510-1526: Guillermo I
- 1526-1557: Guillermo II
- 1557-1599: Adolfo, conde hasta 1600

In 1599, la baronía de Schwarzenberg fue convertida en condado imperial (Gefürsteter Graf).

### Condes de Schwarzenberg
- 1599-1600: Adolfo, barón desde 1557.
- 1600-1641: Adán I
- 1641-1670: Juan Adolfo I

El 14 de julio de 1670 el condado fue convertido en condado principesco y al año siguiente en principado.

### Príncipes de Schwarzenberg
- 1670-1683: Juan Adolfo I
- 1683-1703: Fernando Guillermo Eusebio
- 1703-1732: Adán II Francisco Carlos, Duque de Krumlov desde 1719.
- 1732-1782: José I Adán
- 1782-1789: Juan I

| Primogenitura (Hluboká) - 1789-1833: José II, hijo de Juan I, Duque de Krumlov - 1833-1888: Juan Adolfo II - 1888-1914: Adolfo José - 1914-1918: Juan II | Secundogenitura (Orlík) - 1789-1820: Carlos Felipe, segundo hijo de Juan I, Conde de Sultz y Príncipe Terrateniente de Klettgau. - 1820-1858: Carlos II - 1858-1904: Carlos III - 1904-1913: Carlos IV - 1913-1914: Carlos V - 1914-1918: Carlos VI |

En noviembre de 1918 el Imperio de Austria-Hungría dejó de existir.

### Jefes de la Casa de Schwarzenberg

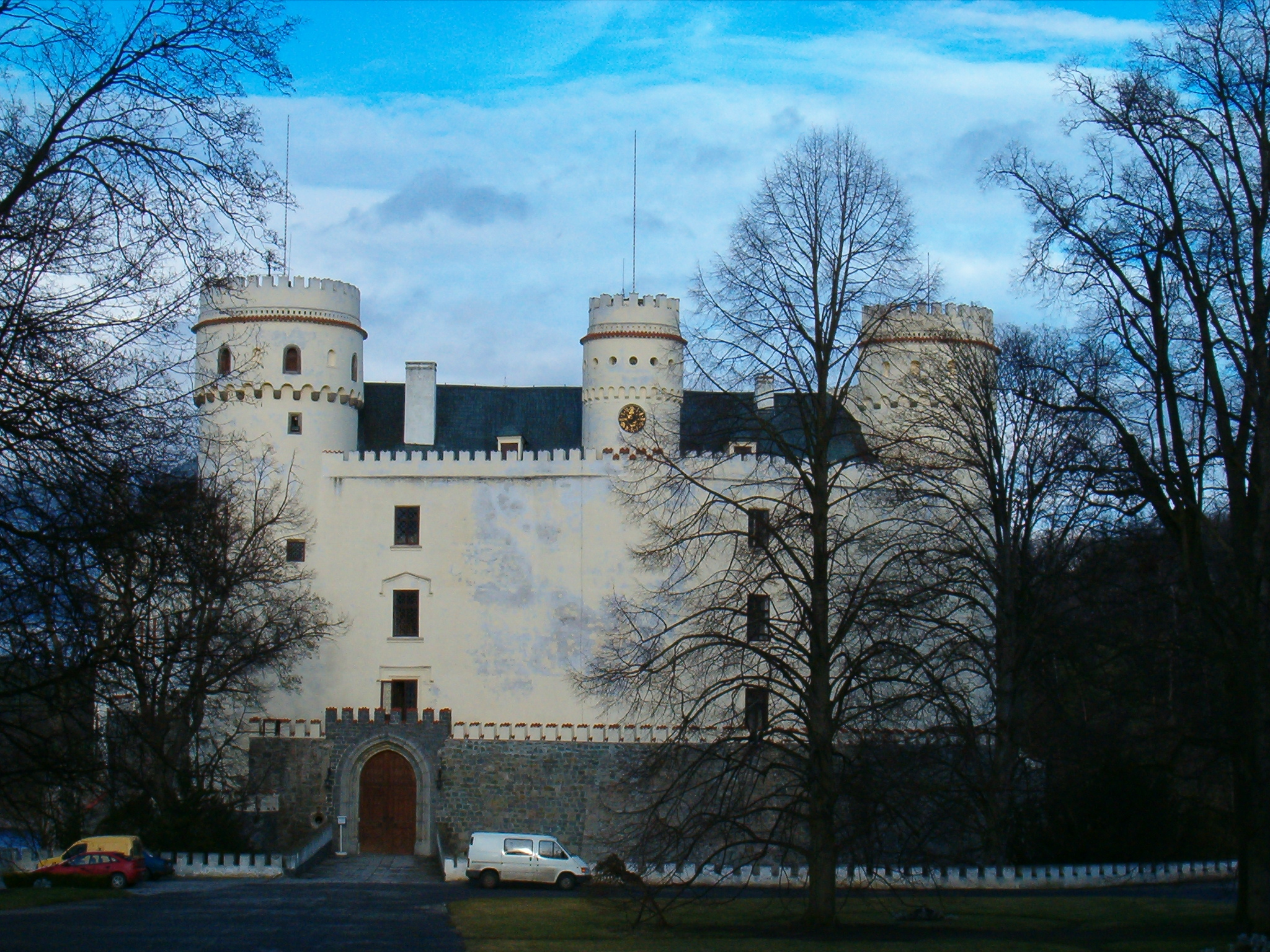
Castillo Orlík, en Bohemia

| Primogenitura - 1918-1938: Juan II - 1938-1950: Adolfo Schwarzenberg, murió sin hijos, adoptó a Enrique, Duque de Krumau (†1965), le sucedió su primo más joven. - 1950-1979: José III (†1979), primo de Juan II. | Secundogenitura - 1918-1986: Carlos VI (†1986) |

- 1979-2023: Carlos VII, hijo Karl VI, fue adoptado por el Duque Enrique de Krumau, con lo que los dos linajes Schwarzenberg, el primogénito y el secundogénito, se reunificaron.
- 2023- presente: Juan III Neponucemo, hijo primogénito de Carlos VII.

## Títulos
Títulos del líder de la familia:
Su Serena Alteza el Príncipe de Schwarzenberg, Duque de Krumlov, Conde de Sultz, Príncipe Terrateniente de Klettgau.
Todos los demás miembros de la familia no son Duques de Krumlov y no deberían recibir el tratamiento de "el" en el título de Príncipe. En alemán reciben simplemente el título de "Prinz" y el líder familiar recibe el título de "Erbprinz".